# Bryant Westbrook
Bryant Antoine Westbrook (Charlotte, 19 dicembre 1974) è un ex giocatore di football americano statunitense che ha militato nel ruolo di cornerback nella National Football League.

## Carriera
Dopo avere giocato al college a football a Texas, Westbrook fu scelto come quinto assoluto nel Draft NFL 1997 dai Detroit Lions, dove giocò fino al 2001. Il primo intercetto in carriera lo ritornò subito in touchdown e terminò la sua prima stagione con 20 passaggi deviati, venendo inserito nella formazione ideale dei rookie da USA Today. Il 30 novembre 2000, contro i Minnesota Vikings si ruppe il tendine d'Achille, venendo inserito in lista infortunati. Malgrado la prematura concluse della stagione, quell'anno terminò con un primato personale di 6 intercetti. In seguito giocò per i Dallas Cowboys (2002) e i Green Bay Packers (2002-2003).

## Palmarès
- PFWA All-Rookie Team - 1997

## Statistiche
| Tackle     | 236 |
| Sack       | 0   |
| Intercetti | 13  |